# الطريق الوطنية رقم 3 (المغرب)
الطريق الوطنية رقم 3 هي طريق وطنية تربط بين العركوب وأغوينيت، ويبلغ طولها الإجمالي 340 كلم.